# Samuel Young (Politiker, 1779)
Samuel Young (* 1779 in Lenox, Massachusetts; † 3. November 1850 in Ballston, New York) war ein US-amerikanischer Jurist und Politiker.

## Werdegang
Samuel Young wurde während des Unabhängigkeitskrieges im Berkshire County geboren. Über seine Jugendjahre ist nichts bekannt. 1813 wurde er Moderator im Board of Supervisors vom Saratoga County. Er saß zwischen 1814 und 1815 in der New York State Assembly und bekleidete während dieser Zeit den Posten als Speaker. Seine Amtszeit war vom Britisch-Amerikanischen Krieg überschattet. Young wurde 1816 Mitglied der Erie Canal Commission – ein Posten, den er bis 1840 innehatte. Von 1818 bis 1821 saß er für den östlichen Bezirk im Senat von New York (41. bis 44. New York State Legislature).
Young kandidierte 1819 als Angehöriger der Bucktails-Fraktion in der Demokratisch-Republikanischen Partei für einen Sitz im US-Senat. Bei der Wahl trat er gegen John Canfield Spencer von der Clintonian-Fraktion in der Demokratisch-Republikanischen Partei an und Rufus King von der Föderalistischen Partei. Niemand von den dreien wurde gewählt. Young nahm 1821 als Delegierter an der Verfassunggebenden Versammlung von New York teil. 1824 kandidierte er als Mitglied der Bucktails-Fraktion für das Amt des Gouverneurs von New York, erlitt aber eine Niederlage gegenüber DeWitt Clinton. Young saß 1826 für das Saratoga County in der New York State Assembly und bekleidete erneut den Posten als Speaker. Von 1833 bis 1838 war er First Judge am Saratoga County Court. Ferner saß er von 1835 bis 1836 für den 4. Bezirk im Senat von New York (58. bis 59. New York State Legislature). Am 22. Mai 1836 trat er von seinem Sitz zurück. Im November desselben Jahres, 1836, wurde er wieder in den Senat von New York wiedergewählt. Er saß dann dort von 1837 bis 1840 (60. bis 63. New York State Legislature). Während seiner Amtszeit brach die Wirtschaftskrise von 1837 aus. Von 1842 bis 1845 bekleidete er den Posten als Secretary of State von New York.
Young saß dann von 1846 bis 1847 wieder für den 4. Bezirk im Senat von New York (69. bis 70. New York State Legislature). Die Folgezeit war vom Mexikanisch-Amerikanischen Krieg überschattet. Er hatte dann den Vorsitz bei der Barnburners State Convention, welche am 22. Juni 1848 in Utica stattfand. Im Verlauf dieses Konvents nominierte er Martin Van Buren für das Amt des Präsidenten. Young wurde nach seinem Tod auf dem Briggs Cemetery in Ballston Spa (New York) beigesetzt.